# Kiyotaka Matsui
Kiyotaka Matsui (松井 清隆, Matsui Kiyotaka) est un footballeur japonais né le 4 janvier 1961 à Takatsuki dans la préfecture d'Osaka au Japon.